# Burg Nanstein
Die Ruine der mittelalterlichen Burg Nanstein hoch über der westpfälzischen Stadt Landstuhl in Rheinland-Pfalz stammt aus dem 12. Jahrhundert. Ihre heutige Bekanntheit verdankt die Burg einem späteren Eigentümer, dem rebellischen Ritter Franz von Sickingen, der 1523 bei der Belagerung und Beschießung der Burg den Tod fand.

## Name
Die Schreibweise des Burgnamens unterschied sich in der Vergangenheit (Nannstein, Nannensteine, Nantstein, Nannenstul) mitunter geringfügig von der heutigen, gelegentlich findet sich in der Literatur auch die Bezeichnung Burg Landstuhl, die den eigentlichen Burgnamen übergeht.

## Geographische Lage

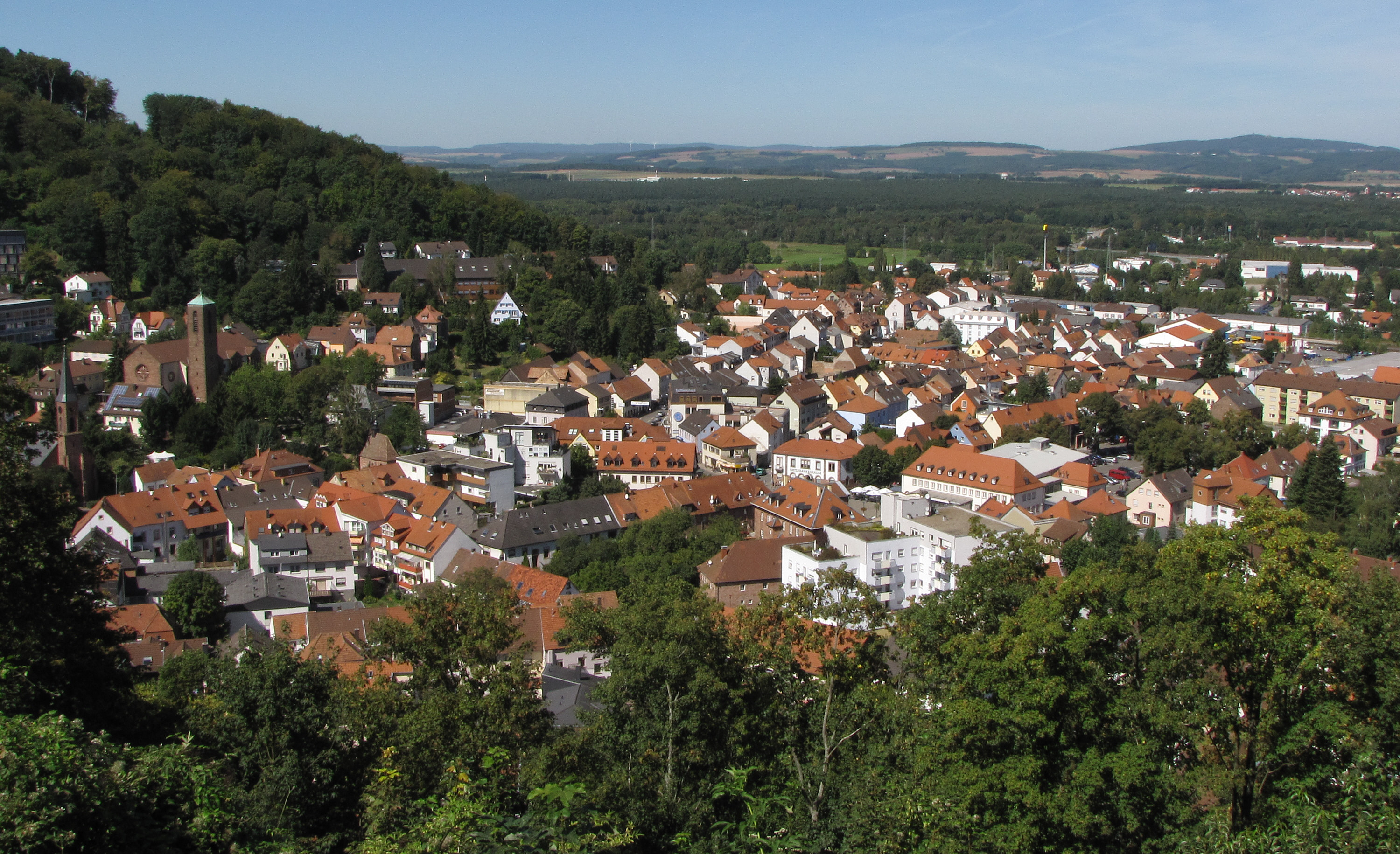
Blick von der Burg auf Landstuhl

Die Burg liegt als Höhenburg auf der Kuppe eines 330 m hohen Vorbergs am nordwestlichen Steilabbruch der Sickinger Höhe, der sogenannten Sickinger Stufe. Der Burgberg erhebt sich 80 m über den Stadtkern Landstuhls am Südrand der Westpfälzischen Moorniederung. Der mächtige rote Sandsteinfelsen auf der Bergkuppe hat eine Höhe von 15 Metern und heißt ebenfalls Nanstein. Teile der Burg sind in ihn hineingebaut.

## Geschichte

### Errichtung als Sicherungsburg
Die erstmalige urkundliche Erwähnung der Burg datiert aus dem Jahre 1189. Sie gehörte zum heute pfälzischen Teil des staufischen Befestigungssystems, das Kaiser Friedrich Barbarossa ab etwa 1160 im alten südwestdeutschen Reichsland einrichten ließ. Er bestimmte die Burg nach dem Lehnsrecht zum Sitz eines Reichsministerialen, also für einen seiner Verwaltungsbeamten. Im Lauf der Zeit fiel das Lehen nicht mehr an den Lehnsherrn zurück, sondern wurde erblich. Bei späteren Erbgängen wurde das Eigentum nach und nach in kleinere Einheiten aufgeteilt, so dass eine Ganerbschaft entstand, bei der sich schließlich mehrere Familien die Burg teilten. Der zusätzlich notwendige Wohnraum wurde durch unsystematischen Aus- und Anbau geschaffen. Dadurch litt die Wehrfähigkeit der Anlage.

### Ausbau zur Kanonenburg und Zerstörung

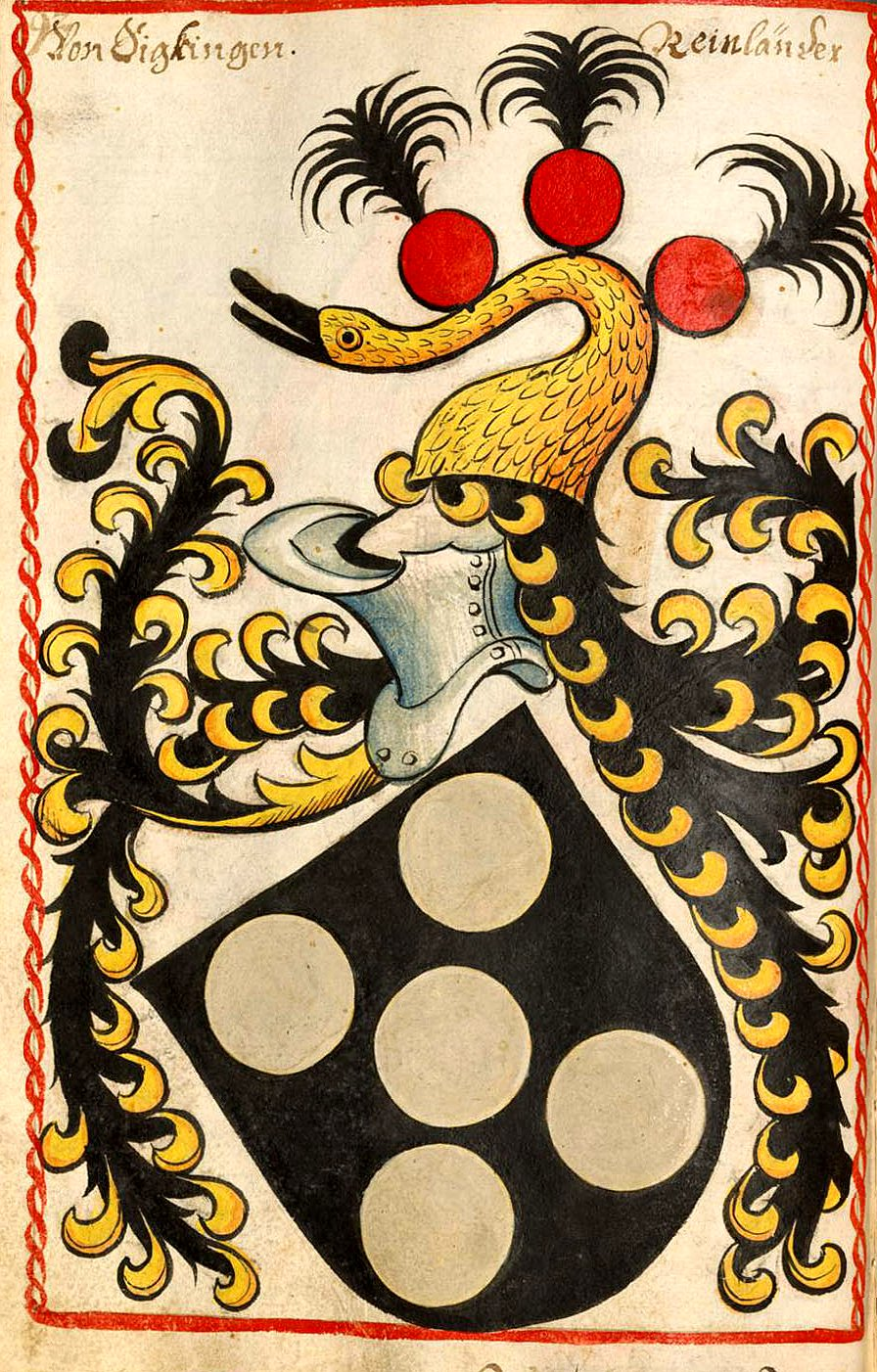
Sickingen-Wappen

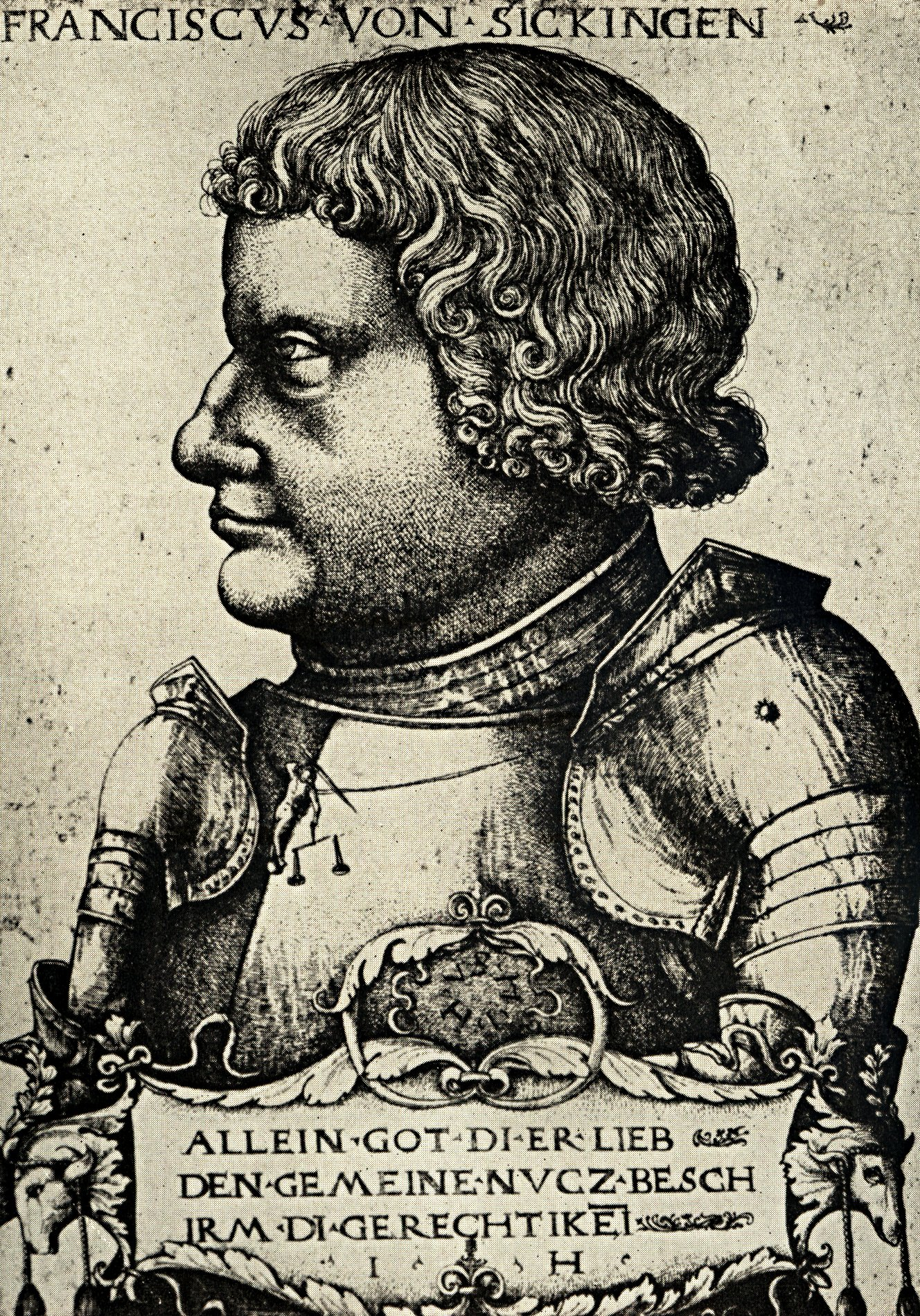
Franz von Sickingen

1482 wurde der Ritter Schweickhardt von Sickingen als Ganerbe Miteigner der Burg. Seinem 1481 geborenen Sohn Franz gelang es, sie bis 1518 durch Auszahlung der anderen Familien ganz in sein Eigentum zu bringen. In den Folgejahren versuchte er, die Anlage zu einer modernen „Kanonenburg“ auszubauen, die den neu entwickelten schweren Geschützen widerstehen sollte.
Dass die Bemühungen vergeblich waren, zeigte sich bald: Nachdem Franz im September 1522 beim Angriff auf das Erzstift Trier zurückgeschlagen worden war, musste er sich auf die Burg Nanstein zurückziehen. Diese wurde im Frühjahr 1523 durch die vereinigten Heere dreier Reichsfürsten angegriffen und fiel zum Monatswechsel April/Mai schon nach zweitägigem Beschuss. Franz starb am 7. Mai an den Folgen einer dabei erlittenen schweren Verwundung. Seine Besitztümer wurden konfisziert und teilweise zerstört.

### Wiederaufbau und endgültige Zerstörung

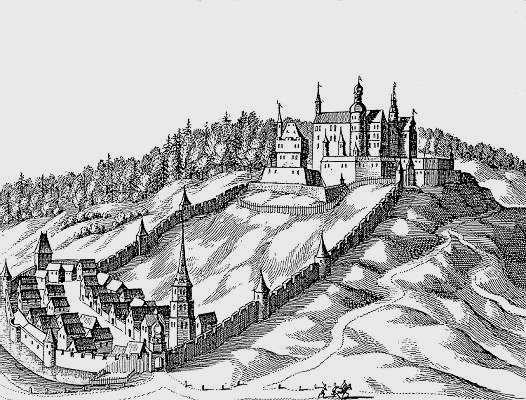
Landstuhl mit Burg Nanstein (1645)

Franz von Sickingens Söhne, die 1542 wieder in die Rechte ihres Adelsgeschlechts eingesetzt worden waren, und seine Enkel bauten die Ruine ab 1543 wieder auf. Um 1600 war ein prächtiges Renaissanceschloss entstanden. Mit der am Fuß des Burgbergs liegenden Kleinstadt Landstuhl verband es eine gemeinsame Stadt- und Ringmauer, die von beiden Enden des damaligen Ortskerns jeweils etwa 250 m hangaufwärts geführt wurde.
Nach dem Dreißigjährigen Krieg, der 1648 zu Ende gegangen war, hielt Herzog Karl IV. von Lothringen und Bar wegen offener Geldforderungen an das Reich die festen Plätze Homburg, Landstuhl und Burg Hammerstein besetzt. 1668 eroberte der Landesherr, Pfalzgraf und Kurfürst Karl I. Ludwig, Landstuhl und das Schloss im Handstreich zurück. Er ließ das Schloss sprengen mit der Begründung, dass die Belehnung von 1542 eine militärische Nutzung untersagt hatte, und belehnte anschließend die Sickinger wieder mit der Herrschaft Landstuhl.
In den folgenden Jahren wurde die Anlage nochmals notdürftig aufgebaut, aber 1689 im Pfälzischen Erbfolgekrieg durch die französischen Truppen endgültig zerstört.

### Teilrestaurierung
Seit Mitte des 19. Jahrhunderts sind Heimat- und Geschichtsfreunde um die Freilegung und Erhaltung der Ruine Nanstein bemüht. Teile der Burg konnten wiederhergestellt werden.

## Burganlage

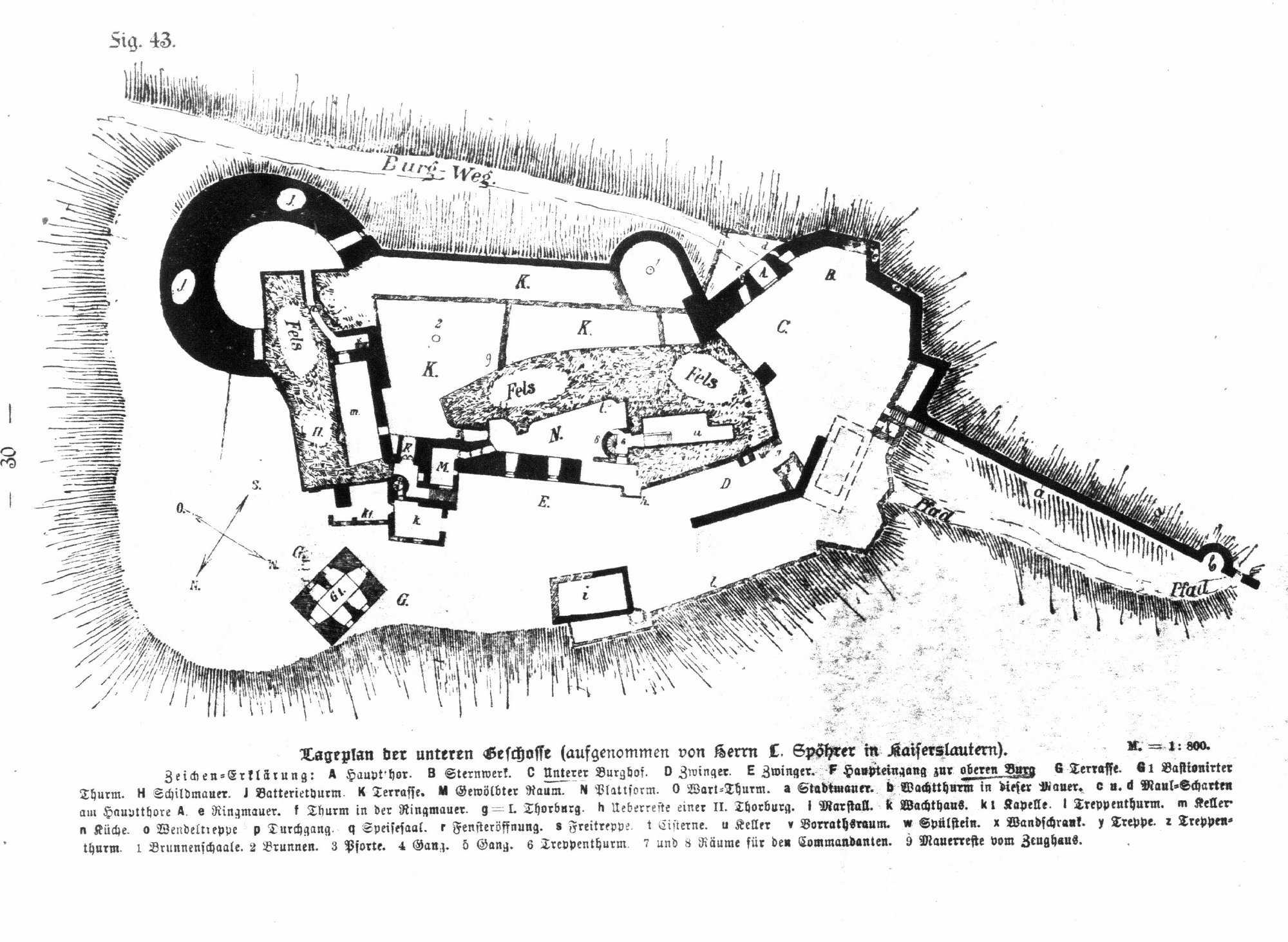
Grundriss

Um 1600 hatte die Burg ihre größte Ausdehnung mit etwa 125 m Länge und fast 100 m Breite. Die heutige Ruine ist knapp 100 m lang und 50 m breit.
Die Anlage gliedert sich in eine zentrale Hauptburg und eine mehrteilige Vorburg. 19 Brunnenschächte, aus denen die Burgbewohner mit Wasser versorgt wurden, führten etwa 120 m tief hinab auf das Grundwasserniveau.
Reste der südlichen Vorburg sind das Haupttor, die untere Ringmauer mit Sternwerk und die davon abzweigende Stadtmauer sowie ein Teil der Zwingermauer. Von der nördlichen Vorburg stehen noch die Reste des Wachhauses und der Burgkapelle.
Von Norden führt eine neuere Treppe in die Hauptburg. Vom Burghof aus liegt links der ehemalige Rittersaal. Nach rechts erreicht man durch einen Gewölbegang einen Treppenturm mit der Jahreszahl 1518 und der angeblichen Sterbekammer Franz von Sickingens, die tief in den Nansteinfelsen hineingetrieben ist und in der ständig Wasser von der Decke rinnt. Die Treppenstiege erklimmt eine Plattform mit weitem Ausblick vor allem nach Norden.
Sehenswert sind auch die Küche mit Wappensteinen, das Große Rondell des ehemaligen Batterieturms sowie das Kleine Rondell mit der wappengeschmückten Brunnenschale von 1560, die das Wappen der Familie Kranich von Kirchheim trägt, und mit der Sickingen-Statue aus dem Jahre 1900.
In diesem Bereich soll der Ritter, hinter einer Schießscharte stehend, am 1. Mai 1523 die tödlichen Verletzungen erlitten haben, denen er am 7. Mai erlag.

Sehenswürdigkeiten
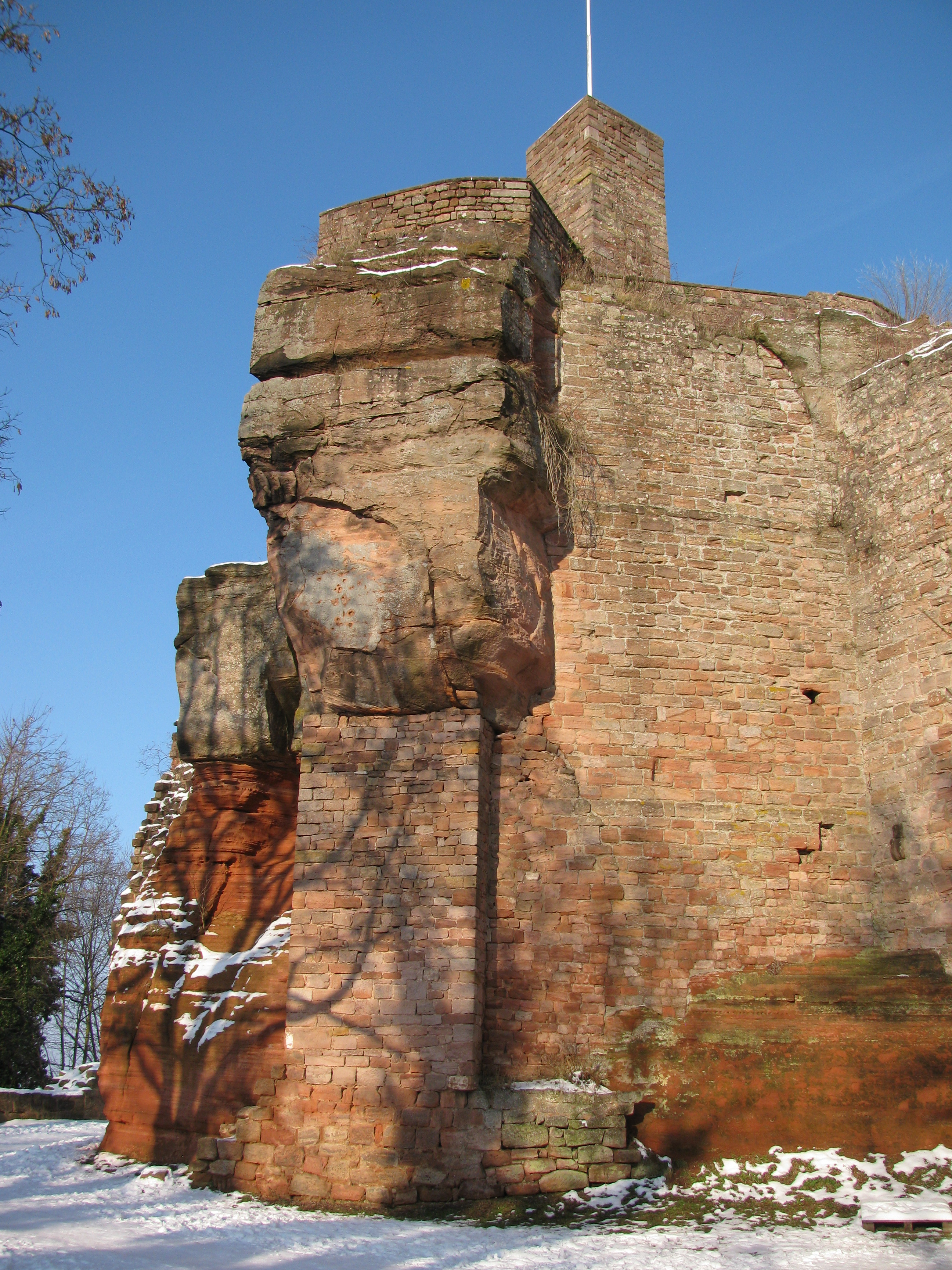
Burgfelsen
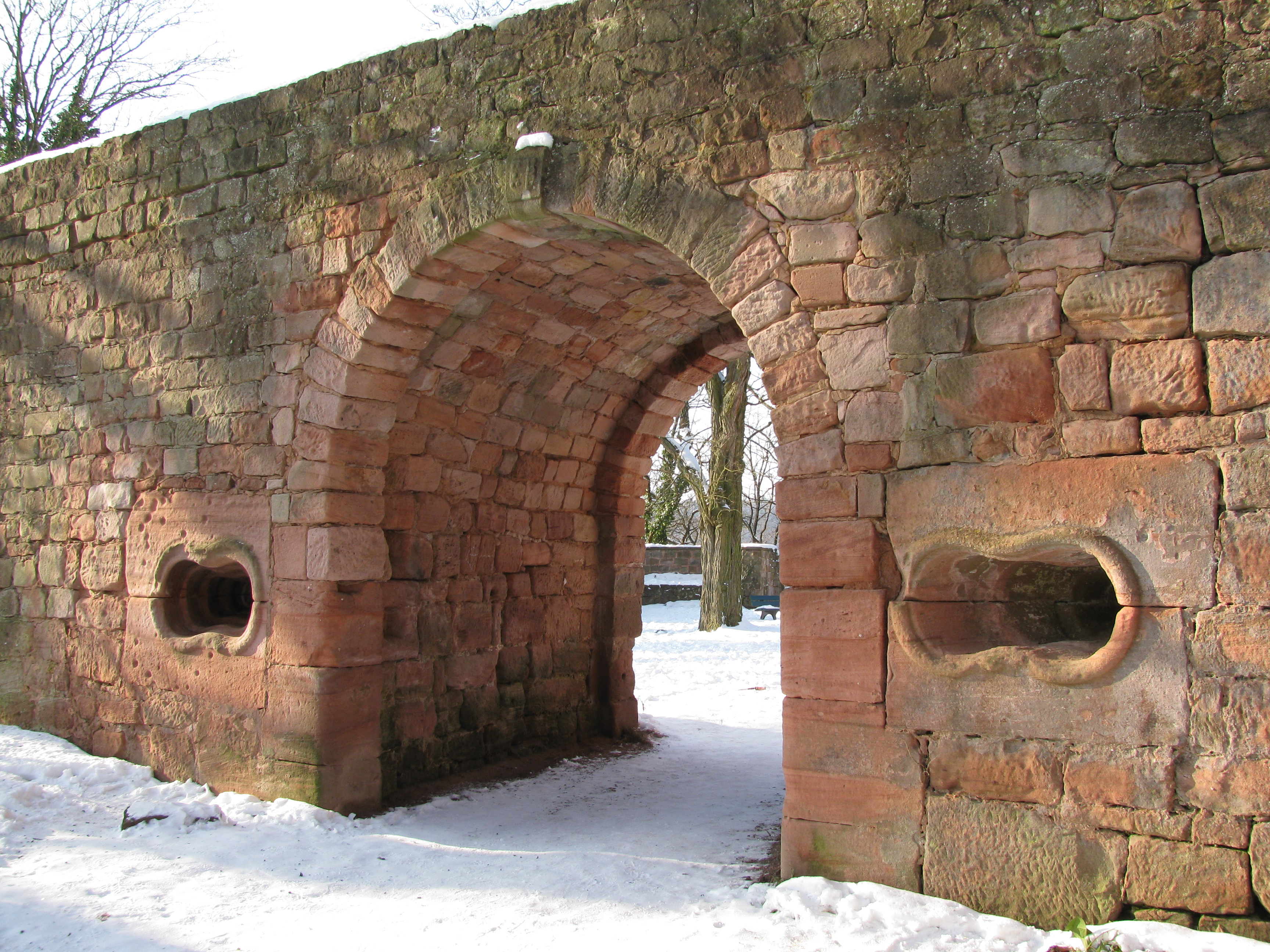
Tor
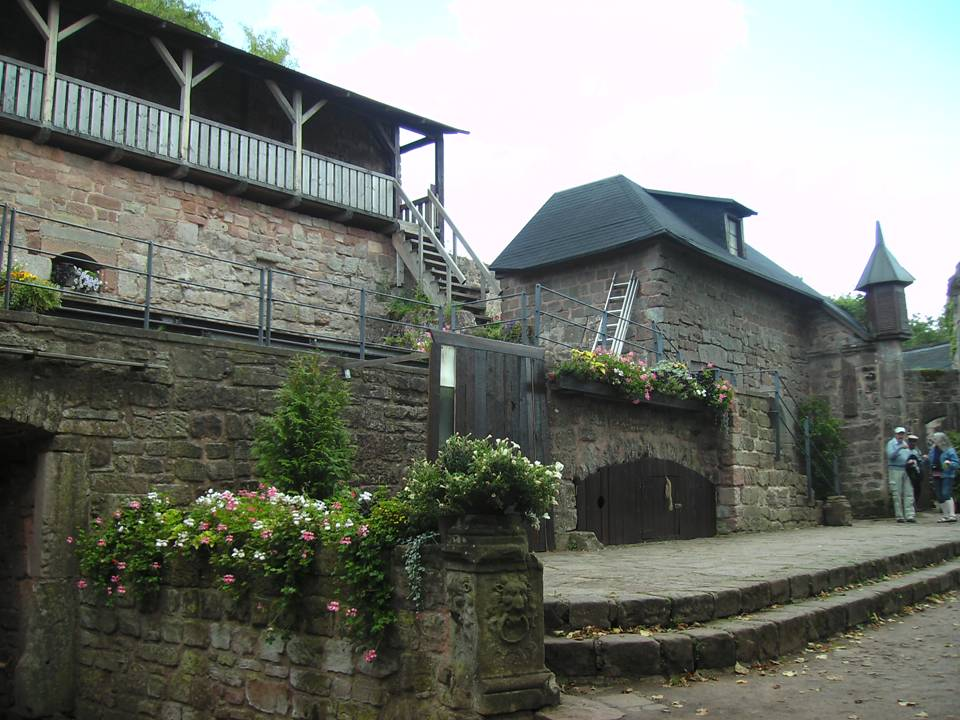
Innenhof
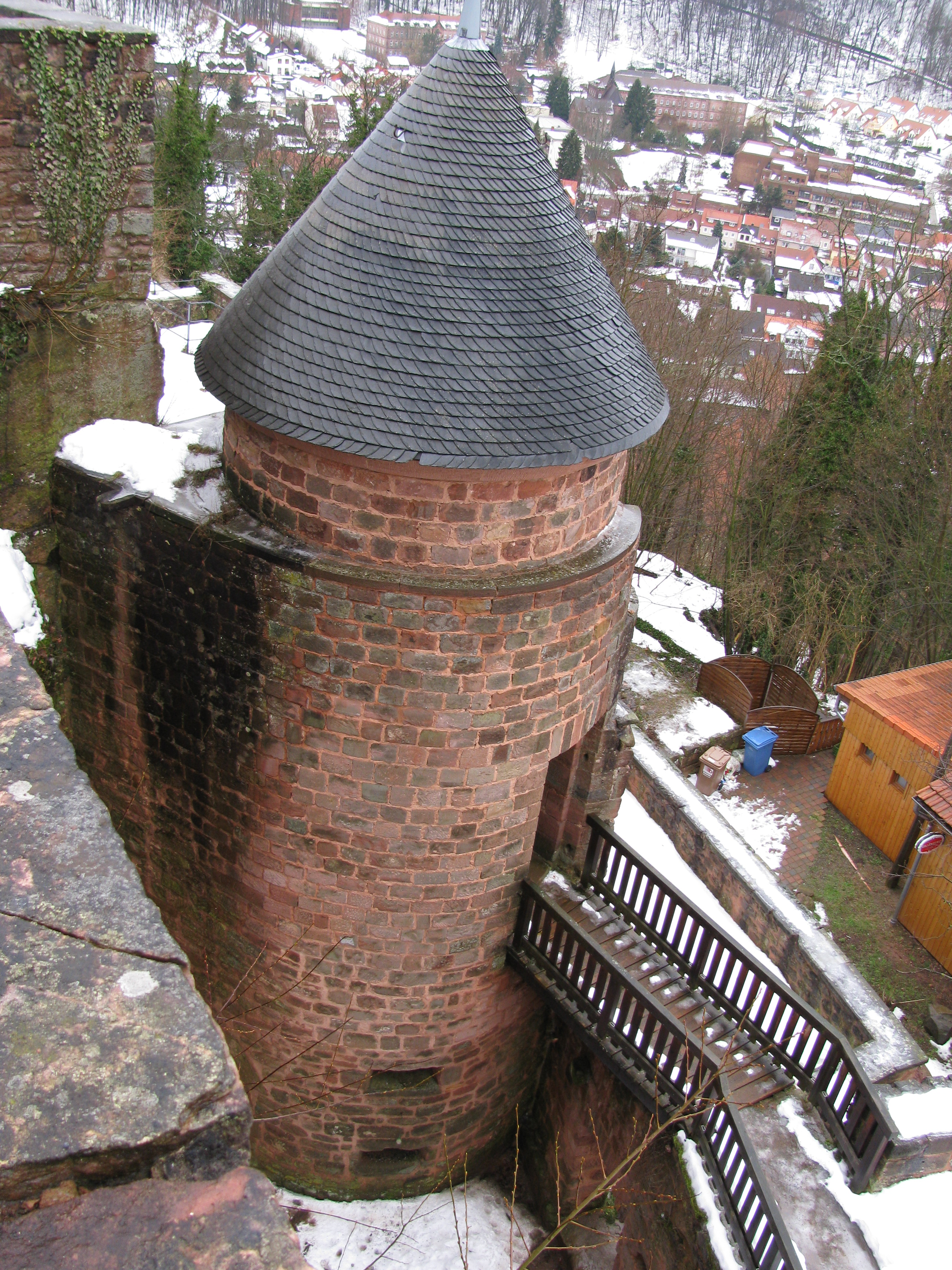
Treppenturm, 1969 restauriert
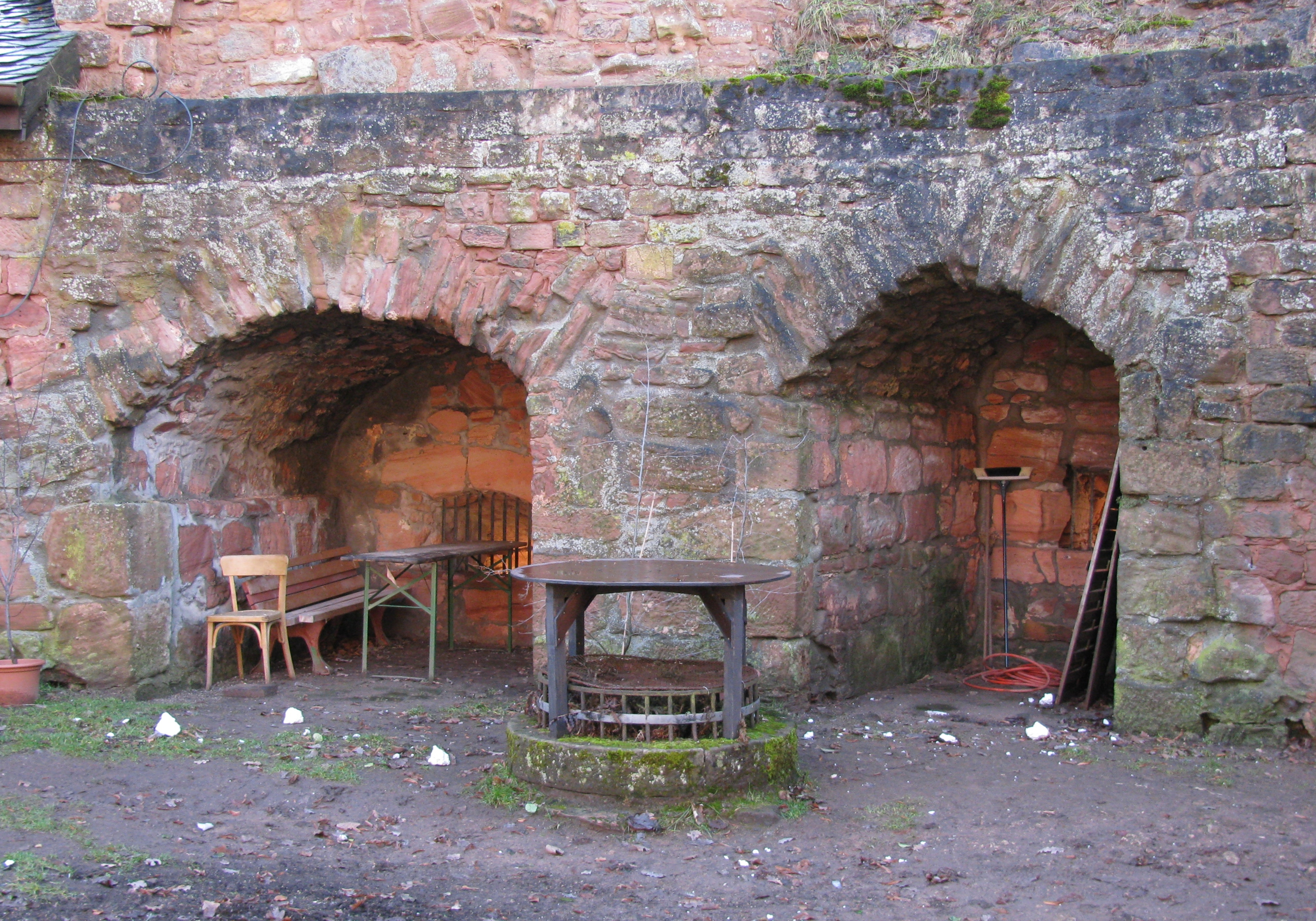
Schießkammern
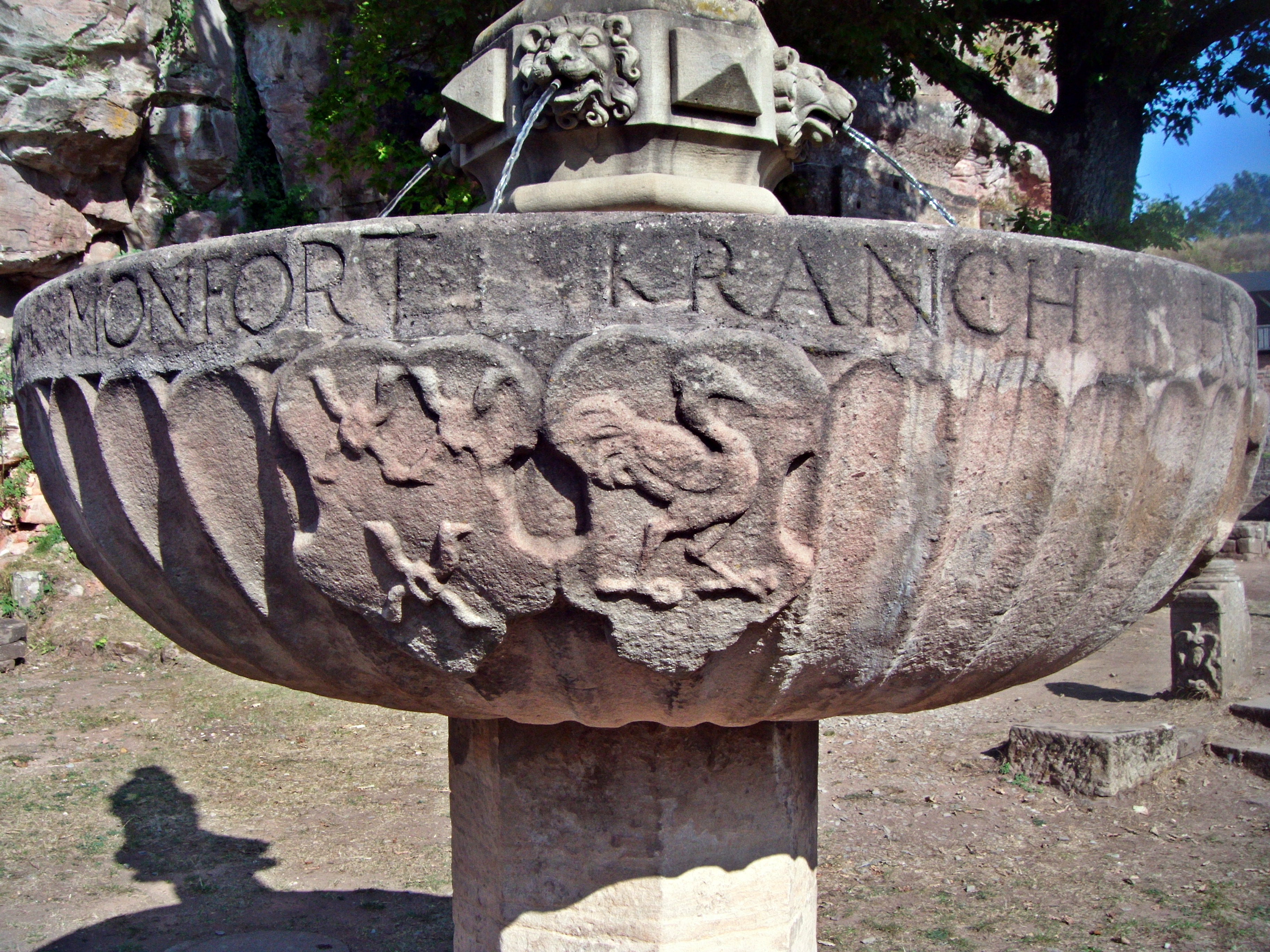
Kranich-Wappen auf der Brunnenschale
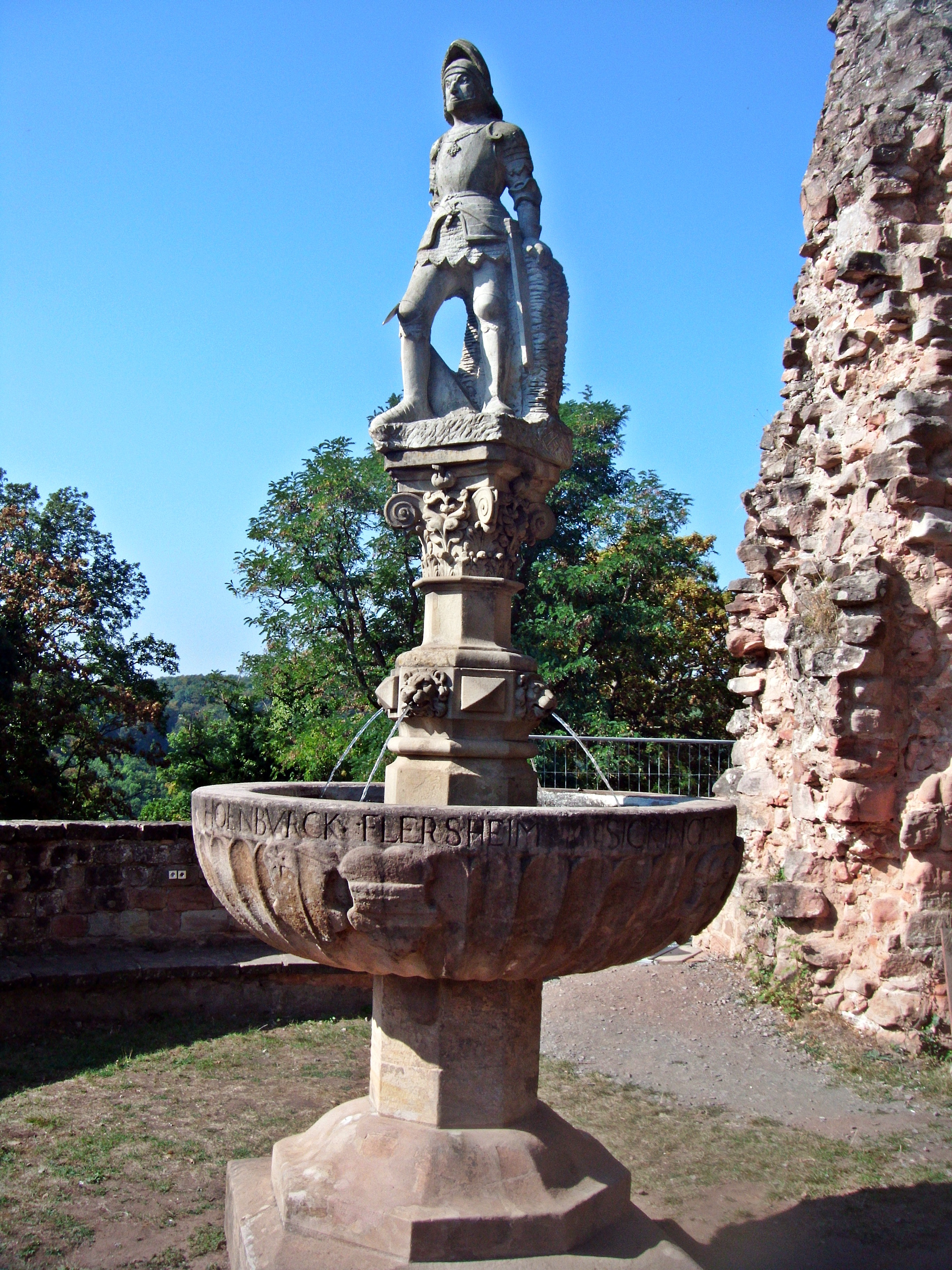
Brunnen im Kleinen Rondell

## Freizeitwert

### Ausflugsziel
Die bewirtschaftete Burg ist ein touristisches Ausflugsziel, das mit Bausubstanz aus vier Jahrhunderten aufwarten kann. Besonders imposant wirkt der teilweise wieder aufgebaute Batterieturm aus der Zeit Franz von Sickingens. Zudem eröffnet sich von der Höhe der Festung ein weiter Blick über die Westpfälzische Moorniederung und das Nordpfälzer Bergland. Die Zufahrt nach Landstuhl und zu den (ausreichenden) Besucherparkplätzen am Fuße des Burgbergs erfolgt über die Autobahn 6, Anschlussstelle 13 Ramstein-Miesenbach/Landstuhl.

### Veranstaltungen

#### Kultur
Seit 1963 Tradition haben die alljährlichen Burgspiele im Burginnenhof. Auf der Freilichtbühne präsentiert die Theatergruppe der Heimatfreunde Landstuhl oft historische Themen, teilweise auch in Pfälzer Mundart.
Aus Anlass des 475. Todestags Franz von Sickingens 1998 wurde in Landstuhl ein Sickingen-Jahr ausgerufen und dem bekanntesten Sohn der Stadt an seinem Sterbetag eine Gedenkfeier auf der Burg gewidmet. Dabei wurde auch das Siegergedicht des Sickinger Mundartdichter-Wettstreits 1997 vorgetragen, das den Tod des Ritters thematisiert.
Im Spätsommer 2018 fand erstmals das Landstuhler Highland-Festival auf der Burg Nanstein statt. In dem zweitägigen Programm traten Coverbands von den Red Hot Chili Peppers sowie ACDC auf. Das Festival soll alle zwei Jahre stattfinden.

#### Sport
Der Nanstein-Berglauf findet seit 1998 jeweils im März statt. Über eine Strecke von 7800 m mit insgesamt 350 Höhenmetern führt er von Landstuhl auf die Burg hinauf. Er ist einer der sieben Läufe zum Pfälzer Berglaufpokal und wird von der LLG Landstuhl veranstaltet.